# Società Italiana Meridionale per l'Energia Atomica
Società Italiana Meridionale per l'Energia Atomica (abbreviato SIMEA) è stata una società per azioni italiana che operava nel settore dell'energia nucleare costruendo centrali nucleari.

## Storia
È stata fondata per volontà di Enrico Mattei, il 13 marzo 1957 da Eni, attraverso Agip Nucleare, con il 75% e IRI con il 25%, per la progettazione, e infine la costruzione, della centrale nucleare di Latina, in collaborazione con il gruppo inglese Nuclear Power Plant Company che ha fornito il reattore nucleare a grafite e uranio naturale da 220 Mwe (lordi) del tipo GCR Magnox, acquistato il 31 agosto 1958. Presidente ne era Gino Levi Martinoli, amministratore delegato di Agip Nucleare.
Il 24 aprile 1964 l'IRI cede tutte le sue quote a SNAM, nuovo azionista di SIMEA.
In seguito alla nazionalizzazione delle imprese energetiche italiane e alla creazione dell'Ente Nazionale per l'Energia Elettrica, la centrale nucleare passa sotto la proprietà di quest'ultima.